# NEET

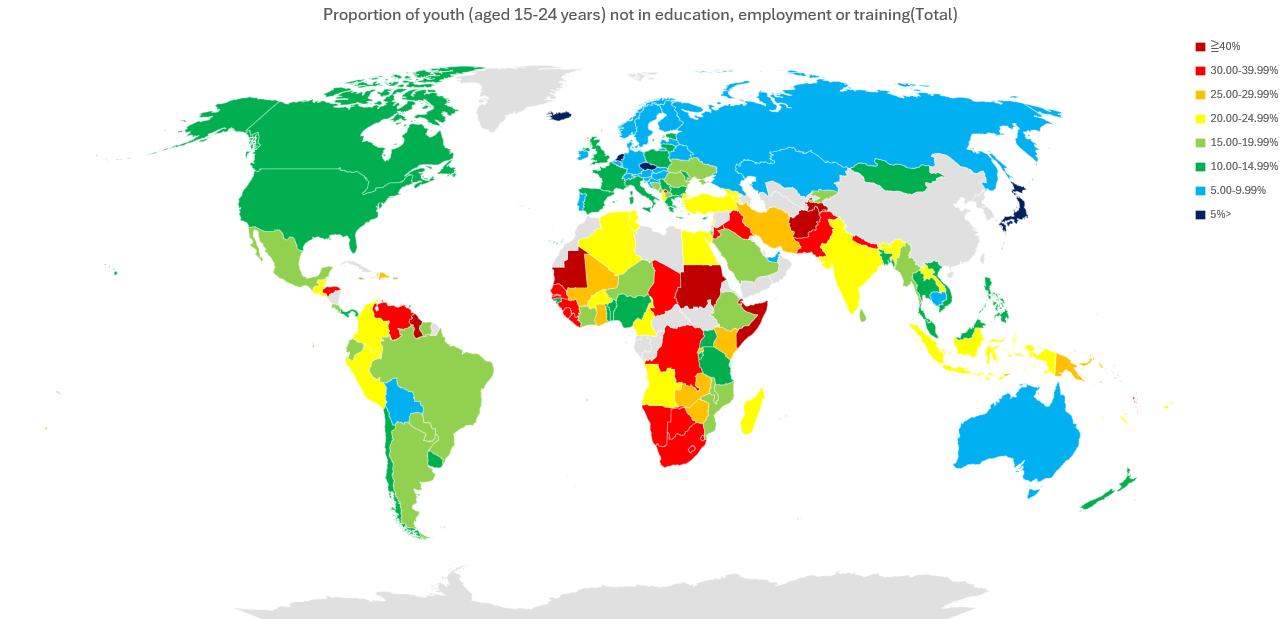
النسبة المئوية لفئة (NEET) بين الأشخاص الذين تتراوح أعمارهم بين 15 إلى 24 عامًا (بيانات منظمة العمل الدولية، 2023)

NEET (بالإنجليزية: Not in Education, Employment, or Training)‏ وهو اختصار لعبارة "لا تعليم، لا تشغيل، لا تكوين"، هو شخص عاطل عن العمل ولا يتلقى تعليمًا أو تكويناً مهنيًا. نشأ التصنيف في المملكة المتحدة في أواخر التسعينيات، وانتشر استخدامه بدرجات متفاوتة إلى دول أخرى، بما في ذلك اليابان وكوريا الجنوبية والصين وصربيا وكندا والولايات المتحدة. تشمل هذه الفئة العاطلين عن العمل (الأفراد الذين ليس لديهم وظيفة ويبحثون عنها)، وكذلك الأفراد خارج القوى العاملة (بدون وظيفة ولا يبحثون عنها).
في المملكة المتحدة، يشمل التصنيف الأشخاص الذين تتراوح أعمارهم بين 16 و24 عامًا (لا يزال حوالي 16 و17 عامًا في سن التعليم الإلزامي)؛ غالبًا ما تكون المجموعة الفرعية من (NEET) الذين تتراوح أعمارهم بين 16 و 18 عامًا موضع تركيز خاص. في اليابان، يشمل التصنيف الأشخاص الذين تتراوح أعمارهم بين 15 و34 عامًا غير العاملين، وغير المشاركين في الأعمال المنزلية، وغير المسجلين في المدرسة أو التدريب المتعلق بالعمل، ولا يبحثون عن عمل.
ذكر تقرير صدر عام 2008 عن منظمة التعاون الاقتصادي والتنمية أن معدلات البطالة و(NEET) للأشخاص الذين تتراوح أعمارهم بين 16 و24 عامًا في غالبية دول منظمة التعاون الاقتصادي والتنمية انخفضت في العقد الماضي، ويُعزى ذلك إلى زيادة المشاركة في التعليم.
يجب تمييز NEET عن معدل NLFET الذي تمت صياغته حديثًا ("لا في القوى العاملة ولا في التعليم أو التدريب") المستخدم في تقرير عام 2013 حول اتجاهات التوظيف العالمية للشباب من قبل منظمة العمل الدولية . يشبه NLFET NEET ولكنه يستبعد الشباب العاطلين عن العمل (الذين يشكلون جزءًا من القوى العاملة).

## المملكة المتحدة
انتشرت المعرفة بالكلمة بعد استخدامها في تقرير عام 1999 من قبل وحدة الاستبعاد الاجتماعي (SEU). وقبل ذلك، تم استخدام عبارة "الحالة صفر" (status zero)، التي لها معنى مماثل. كتب آندي فورلونج أن استخدام مصطلح (NEET) أصبح شائعًا جزئيًا بسبب الدلالات السلبية المتمثلة في "عدم وجود حالة". تمت إعادة تعريف التصنيف على وجه التحديد في أوراق حكومية محلية أخرى، مثل "المستجيبين الذين كانوا عاطلين عن العمل أو يبحثون عن وظيفة، أو يعتنون بالأطفال أو أفراد الأسرة، أو في إجازة غير مدفوعة الأجر أو مسافرون، أو مرضى أو معاقون، أو يقومون بعمل تطوعي أو منخرطون في نشاط آخر غير محدد". ومع ذلك، ليس للاختصار تعريف متفق عليه فيما يتعلق بالقياس، وخاصة فيما يتعلق بتعريف الخمول الاقتصادي. يقول سكوت ييتس ومالكولم باين إنه في البداية كان هناك "تركيز شامل" على مجموعة (NEET) من قبل صانعي السياسات الذين نظروا إلى المشكلات التي مر بها الشباب، لكن هذا تغير عندما أصبح وضع (NEET) مؤطرًا بعبارات سلبية -"باعتباره انعكاسًا لمجموعة كبيرة من المخاطر والمشاكل والتوجهات السلبية من جانب الشباب". يتم نشر أرقام (NEET) الخاصة بإنجلترا من قبل وزارة التعليم. تختلف المنهجية المستخدمة في حساب عدد المنتمين لهذه الفئة الذين تتراوح أعمارهم بين 16 و 18 عامًا عن تلك المستخدمة لأولئك الذين تتراوح أعمارهم بين 16 و 24 عامًا. الأول يعتمد على مجموعة من المصادر، والثاني على مسح القوى العاملة.
قال تقرير صدر عام 2007 بتكليف من مؤسسة برينس ترست إن ما يقرب من خُمس الأشخاص الذين تتراوح أعمارهم بين 16 و 24 عامًا في إنجلترا واسكتلندا وويلز كانوا ضمن فئة (NEET)؛ وكانت النسبة الأدنى في أيرلندا الشمالية (13.8 بالمائة). وأظهرت أرقام الربع الثاني لعام 2011 أن 979 ألف شخص في إنجلترا، الذين تتراوح أعمارهم بين 16 و24 عامًا، كانوا من هذه الفئة، وهو ما يمثل 16.2% في تلك الفئة العمرية. بين عامي 1995 و2008، ظلت نسبة الـ NEETs الذين تتراوح أعمارهم بين 16 و18 عامًا في إنجلترا مستقرة إلى حد ما عند حوالي 8 إلى 11 بالمائة. ذكرت صحيفة الغارديان في عام 2011 أنه منذ عام 2003، كان هناك انخفاض بنسبة 15.6 في المائة في عدد الأشخاص الذين تتراوح أعمارهم بين 16 و 18 عاما في العمل، ولكن زيادة بنسبة 6.8 في المائة في أولئك الذين يعملون في التعليم والتكوين. تميل أرقام (NEET) إلى الذروة في الربع الثالث، عندما تنتهي الدورات المدرسية والجامعية.
يحمل تصنيف (NEET) بعض الوصمات الاجتماعية.
تم تطوير العديد من المخططات والأفكار لتقليل عدد هذه الفئة. أحد الأهداف الرئيسية لخدمة (Connexions)، التي تم تجربتها لأول مرة في عام 2001، هو تقليل عدد NEETs. أبرمت معظم السلطات المحلية اتفاقية منطقة محلية لتحقيق هذه الغاية. كجزء من مراجعة الإنفاق لعام 2004، أبرمت وزارة التعليم والمهارات اتفاقية خدمة عامة لتقليل نسبة الطلاب غير العاملين في مجال التعليم والتكوين من 9.6 بالمائة في عام 2004 إلى 7.6 بالمائة في عام 2010. تم تقديم بدل صيانة التعليم في جميع أنحاء المملكة المتحدة في الفترة 2004-2005، وهو يقدم دفعة أسبوعية تصل إلى 30 جنيهًا إسترلينيًا للشباب الذين يواصلون التعليم بعد المدرسة الثانوية. في عام 2007، نفذت الحكومة "ضمان سبتمبر" الذي ضمن لجميع خريجي المدارس البالغين من العمر 16 عامًا مكانًا مناسبًا للتعلم في سبتمبر، وامتد ليشمل الأطفال الذين تبلغ أعمارهم 17 عامًا في العام التالي. تم الإعلان عن "ضمان الشباب" في ميزانية عام 2009، وهو يوفر وظيفة أو تدريبًا أو خبرة عمل مضمونة للشباب الذين تتراوح أعمارهم بين 18 إلى 24 عامًا والذين حصلوا على بدل الباحثين عن عمل لمدة ستة أشهر؛ تم نشره في 25 يناير 2010. أُعلن في موازنة 2010 أن المخطط سينتهي في مارس 2012، أي تمديدًا لمدة عام واحد. أدى قانون التعليم والمهارات لعام 2008، والذي حصل على الموافقة الملكية في عام 2008، إلى رفع سن ترك المدرسة في إنجلترا إلى 17 عامًا في عام 2013، وإلى 18 عامًا في عام 2015؛ يمنح القانون الجمعية الوطنية لويلز خيار رفع سن ترك الخدمة في ذلك البلد. يسعى عدد من كليات التعليم الإضافي إلى تسجيل NEETs. على سبيل المثال، أفيد في عام 2005 أن دورة تدريبية للعاملين في مجال التعليم والتكوين في بورنموث وكلية بول قدمت العديد من حوافز تسجيل الدخول، ومكافآت إكمال جهاز iPod مجاني و100 جنيه إسترليني نقدًا.
تقصر الحكومة الاسكتلندية تصنيف (NEET) على الأشخاص الذين تتراوح أعمارهم بين 16 و19 عامًا.

## اليابان
(NEET) هي فئة سياسة اجتماعية متميزة عن فئة العمال غير الدائمين (freeter)، وهو تصنيف أولئك الذين يعملون في وظائف بدوام جزئي منخفض الأجر، على الرغم من أن الآلاف من الشباب في الممارسة العملية ينتقلون بين هذه الفئات (أي من حالة الشباب غير العاملين إلى تلك الفئات) من عامل بدوام جزئي والعودة) كل عام.
تمت الإشارة إلى الانتشار الديموغرافي لـ NEETs في إحصاءات التوظيف. أعرب السياسيون اليابانيون عن قلقهم بشأن تأثير النمو في عدد سكان (NEET) على الاقتصاد. وقد ارتفع الحجم المقدر من 480,000 في سبتمبر 2002 إلى 520,000 في سبتمبر 2003، وفقًا لوزارة الصحة والعمل والرفاهية اليابانية. قدمت دراسات استقصائية أخرى أجرتها الحكومة اليابانية في عام 2002 رقمًا أكبر بكثير يبلغ 850 ألف شخص يمكن تصنيفهم على أنهم (NEET)، منهم 60٪ أشخاص تتراوح أعمارهم بين 25 إلى 34 عامًا. لذلك من الواضح أن العدد الإحصائي للطلاب غير العاملين في مجال التعليم والتكوين يعتمد بشكل كبير على التعريف المحدد المعتمد، لذلك يجب التعامل مع جميع الأرقام بحذر.
عندما اندلعت قضية (NEET) في وسائل الإعلام اليابانية في عامي 2004 و 2005، تم تصنيف الشباب غير العاملين الذين يندرجون ضمن هذه الفئة على أنهم كسالى، وخجولين من العمل، وعاطلين عن العمل طواعية. وكان هذا التصوير الإعلامي فعالاً في إثارة قلق سكان اليابان (المحافظين) في منتصف العمر، لكنه لم يؤد إلاّ إلى دعم معتدل لسياسات الشباب الجديدة. في الواقع، كما جادل "توكا تويفونين" (Tuukka Toivonen) في دراسة تجريبية تضع وسائل الإعلام والخطابات السياسية جنبًا إلى جنب مع ممارسات دعم الشباب، فإن الحلول الواعدة لمعضلة (NEET) تم إنشاؤها من قبل رواد الأعمال الاجتماعيين مثل كودو كي وإواموتو مامي بدلاً من صانعي السياسات في MHLW أو حتى العلماء.
على عكس معظم دول أوروبا الغربية، تنتهي إعانة البطالة في اليابان تلقائيًا بعد ثلاثة إلى ستة أشهر، وهناك نطاق محدود من الدعم لذوي الاحتياجات الخاصة. وبالتالي فإن العديد من NEETs في اليابان يتم دعمهم حتمًا من قبل آبائهم أو أقاربهم، على الرغم من أن البعض يجدون طريقهم إلى محطات دعم الشباب وغيرها من الخدمات التي صممتها و/أو سنتها المؤسسات الاجتماعية، بما في ذلك العديد من المنظمات غير الربحية.

## أستراليا
كشف تقرير صدر عام 2016 عن منظمة التعاون الاقتصادي والتنمية أن 580 ألف شاب أسترالي (تتراوح أعمارهم بين 15 و29 عامًا)، أو 11.8%، يندرجون تحت هذا التصنيف (لعام 2015). وكشف التقرير أيضًا أن عدد NEETs قد ارتفع بمقدار 10000 منذ الأزمة المالية العالمية (2007-2008)، ويمثل الآن واحدًا من كل ثمانية أستراليين تتراوح أعمارهم بين 15 و29 عامًا.

## كندا
أجرت هيئة الإحصاء الكندية أول دراسة شاملة عن حالة NEETs في كندا في عام 2012. وقد تم الكشف عن أن حوالي 13٪ من الكنديين الذين تتراوح أعمارهم بين 15 و 29 عامًا يندرجون ضمن هذه الفئة. على الرغم من أن النسبة هي ثاني أدنى نسبة في دول مجموعة السبع، فإن العدد الإجمالي للشباب الكنديين الذين تم تصنيفهم على أنهم NEETs يبلغ حاليًا 904.000. وكشفت الدراسة أيضًا أنه من بين إجمالي 904.000، هناك حوالي 513.000 لا يبحثون بنشاط عن وظائف. كما أشارت الدراسة إلى أن البطالة طويلة الأجل لا ترجع بالضرورة إلى خيبة الأمل الواسعة النطاق في سوق العمل، بل إنها نشأت عن عوامل مختلفة. وكشفت الدراسة أيضًا أن 82% من الشباب غير المشاركين في القوى العاملة يريدون بالفعل أن يتم تعيينهم في وظائف طويلة الأجل. صنفت الدراسة السكان الكنديين الذين ينتمون لهذه الفئة على أنهم "في حالة سلبية عالية الخطورة".
وفقًا لمسح القوى العاملة الذي أجرته هيئة الإحصاء الكندية، ارتفعت نسبة NEETs في كندا إلى 24٪ في عام 2020، بالتزامن مع بداية جائحة كوفيد-19.

## إيبيريا وأمريكا اللاتينية
في إسبانيا، والمكسيك، والأرجنتين، وتشيلي، وبيرو، وأوروغواي، أصبح مصطلح "ni-ni" (بمعنى "لا هذا ولا ذاك") معادلاً شائعًا لـ NEET. المصطلح يعني "ni estudia, ni trabaja" ("لا دراسة ولا عمل"). في البرتغالية هناك المصطلح المعادل "nem-nem".
أصبح هذا المصطلح موضوعًا مثيرًا للجدل في المكسيك، حيث تشعر الحكومة أن الأشخاص الذين يمكن اعتبارهم (NEET) هم أكثر عرضة لاختيار الانضمام إلى المنظمات المتورطة في تهريب المخدرات من أجل الحفاظ على احتياجاتهم الاقتصادية والشخصية، بدلاً من الدراسة أو الحصول على عمل. تقوم بعض الولايات والمنظمات في المكسيك بإنشاء برامج عمل ومنح دراسية لإبعاد سكان (NEET) عن عصابات المخدرات.[بحاجة لمصدر]
وفي أمريكا اللاتينية ومنطقة البحر الكاريبي، تشير تقديرات البنك الدولي إلى أن واحدًا من كل خمسة أشخاص تتراوح أعمارهم بين 15 و24 عامًا هم من هذه الفئة، أي 20 مليونًا في المجموع، أي بزيادة قدرها 2 مليون منذ عام 1992. تشير دراسة عام 2016 إلى أن ثلثي هذه الفئة هم من النساء، ويرجع ذلك في الغالب إلى الزواج المبكر، أو حمل المراهقات، أو كليهما. ويلاحظ أن عدد الذكور ارتفع بنسبة 46% منذ عام 1992؛ يمثل الذكور الزيادة الكاملة في عدد هذه الفئة في المنطقة. عادة ما يتسرب الذكور من المدرسة للعمل في وظائف منخفضة الأجر، وخلال فترات عدم الاستقرار الاقتصادي يفقدون وظائفهم مع فرصة ضئيلة للعودة إلى المدرسة.
في المكسيك، تمثل هذه الفئة إحصائيًا ما لا يقل عن ربع جرائم القتل المتزايدة في المناطق التي ترتفع فيها معدلات الجريمة خلال الفترة 2007-2012، ولكن في المناطق ذات معدلات الجريمة المنخفضة لا يوجد ارتباط بينها والجريمة. أشار البنك الدولي إلى أنه اعتبارًا من عام 2010 في أمريكا اللاتينية ومنطقة البحر الكاريبي، كان عدد هذه الفئة أقل إلى حد ما من المتوسط العالمي على الرغم من أنه أعلى بكثير منه في الدول ذات الدخل المرتفع. على الصعيد العالمي، من بين 260 مليون نيني تم إحصاؤها في عام 2010 من قبل البنك الدولي، حصلت مناطق الشرق الأوسط وشمال أفريقيا وجنوب آسيا على أعلى الحصص.

## الولايات المتحدة
نظراً للتأثيرات الدائمة الناجمة عن الركود الاقتصادي 2008، فقد نشرت منشورات مثل مجلة تايم مقالات تناقش عدد الأميركيين المؤهلين ليكونوا NEETs، مع ما يقرب من 15٪ من الأميركيين تحت سن 25 سنة مؤهلين على هذا النحو خلال الربع الأول من عام 2011. كتب الصحفي بيتر جومبل في أواخر عام 2012 أن NEETs "سائدة بشكل خاص في الولايات المتحدة" وتشكل "مجموعة مهمشة من الشباب" نظرًا للصعوبات التي تواجهها الولايات المتحدة والحكومات المحلية في الحفاظ على الخدمات الاجتماعية.

## الاتحاد الأوروبي
في عام 1995، دعم برنامج ليوناردو دافنشي التنقل عبر الحدود الوطنية والمهارات وقابلية التوظيف. وتم تجديد البرنامج حتى عام 2013.
في عام 2021، أطلقت المفوضية الأوروبية مبادرة ALMA ("هدف، تعلم، إتقان، إنجاز") للإدماج الاجتماعي لتسهيل الانتقال من حالة (NEET) إلى التعليم والتوظيف. تُوفّر (ALMA) تكويناً مخصصًا للبالغين تحت سن 30 عامًا في بلدانهم، وفرصًا للتكوين والتوجيه في دولة أخرى بالاتحاد الأوروبي، لمدة تتراوح بين 2 إلى 6 أشهر. ويتم تشغيله بالتعاون مع شبكة (EURES)، وبالتعاون مع الشركات والمنظمات الشبابية ومراكز التكوين. بدأ هذا المخطط كمبادرة من الحكومة الألمانية (Integration durch Ausbildung (IdA)) في عام 2008.

## معدلات NEET في دول منظمة التعاون الاقتصادي والتنمية
| البلد            | النسبة (%) | السنة |
| ---------------- | ---------- | ----- |
| تركيا            | 26.0       | 2019  |
| كولومبيا         | 24.0       | 2019  |
| المكسيك          | 18.3       | 2019  |
| إيطاليا          | 18.0       | 2019  |
| تشيلي            | 16.5       | 2019  |
| إسرائيل          | 14.7       | 2018  |
| الولايات المتحدة | 13.1       | 2019  |
| اليونان          | 12.5       | 2019  |
| كندا             | 12.4       | 2019  |
| إسبانيا          | 12.1       | 2019  |
| نيوزيلندا        | 11.4       | 2019  |
| المجر            | 11.0       | 2019  |
| فرنسا            | 10.5       | 2019  |
| المملكة المتحدة  | 10.5       | 2019  |
| سلوفاكيا         | 10.3       | 2019  |
| أيرلندا          | 10.1       | 2019  |
| بلجيكا           | 9.3        | 2019  |
| أستراليا         | 8.9        | 2017  |
| ليتوانيا         | 8.6        | 2019  |
| فنلندا           | 8.2        | 2019  |
| بولندا           | 8.1        | 2019  |
| البرتغال         | 8.0        | 2019  |
| لاتفيا           | 7.9        | 2019  |
| الدنمارك         | 7.7        | 2019  |
| النمسا           | 7.1        | 2019  |
| سلوفينيا         | 7.0        | 2019  |
| إستونيا          | 6.9        | 2019  |
| سويسرا           | 6.2        | 2019  |
| التشيك           | 5.7        | 2019  |
| ألمانيا          | 5.7        | 2019  |
| لوكسمبورغ        | 5.6        | 2019  |
| السويد           | 5.5        | 2019  |
| النرويج          | 4.8        | 2019  |
| آيسلندا          | 4.7        | 2019  |
| هولندا           | 4.3        | 2019  |
| اليابان          | 3.1        | 2019  |
| كوريا الجنوبية   | غير متوفر  | —     |